# بري فان دي كامب
بري فان دي كامب (بالإنجليزية: Bree Hodge)‏ هي إحدى شخصيات مسلسل ربات بيوت يائسات وتقوم بتمثيل الشخصية مارسيا كروس. تقوم بتجسيد امرأة لا تظهر مشاعرها ويعتبرها أهل الحي ربة البيت المثالية والزوجة المثالية.

## الشخصية
بري فان دي كامب واسمها قبل الزواج بري هودج هي امرأة بيضاء البشرة حمراء الشعر تنتمي إلى الكنيسة المشيخية البروتستانتية. هي امرأة محافظة تدعم الحزب الجمهوري.

## السنة الأولى
في الجزء الأول من المسلسل بري فان دي كامب هي امرأة متزوجة من الطبيب ريكس فان دي كامب التي تعرفت عليه خلال الدراسة. لهما بنت وولد في سن المراهقة.
خلال المسلسل تتوتر العلاقة بين بري وزوجها الذي ينفصلان عن بعضهما البعض ويقوم زوجها بخيانتها فتقيم بري علاقة مع الصيدلي جورج وليمز لإثارة حفيظة زوجها وتحاول أن تريه بأنها لم تعد تكترث له ولكن في الحقيقة لم ترد بري أن تكون جدية في علاقتها مع جورج وذلك لحبها لزوجها الذي تتصالح معه فيما بعد.

## السنة الثانية
تصدم بري بوفاه زوجها ووصول ام زوجها المستبدة، فيليس. فيليس لم تعترف يوما ببري ككنتها واصرت على التحكم بالجنازة لمعاقبة بري على اذيتها لركس. بعد الجنازة، واجهت بري جورج ويليامز وأظهرت له دموعها وكم تتالم من وفاه ريكس.
بعد اسابيع من وفاه ريكس، تتودد بري إلى جورج لراحتها النفسية ولنسيان ما اصابها. لاحقا ً، اصرت ام ريكس على إجراء فحوصات طبيه على ابنها واخبرت بري عن وصيهته. اصيبت بري بالصدمة بعد ما قرأت الملاحظة التي تركها لها زوجها والتي قال فيها «بري، اسامحك واتفهم الأمر» حيث انزعجت بشده من ظن زوجها انها هي من دبرت قتله.

## السنة الثالثة
تتزوج من اورسون والذي يعمل طبيب اسنان والذي له تاريخ غامض وحافل بالأسرار